# 鉄崎幹人
鉄崎 幹人（てつざき みきひと、1964年5月13日 - ）は、中京圏を拠点に活動するローカルタレント、ラジオパーソナリティ。
東海高等学校卒業（留年経験あり）。名古屋市水辺研究会会海員。愛称はてっちゃん、てっさま。
愛知県名古屋市出身。血液型A型。

## 来歴・人物
21歳の時、中部日本放送（CBCラジオ）『小堀勝啓のわ!Wide とにかく今夜がパラダイス』企画の、フリートーク対決で10週勝ち抜いたら1分のコーナーがもらえるオーディションにて勝ち抜きラジオデビュー。このオーディションまで約2年、みかん箱の上でトラメガ持って宴会の余興やストリートパフォーマンスなどをやっていた。
10代の頃は深夜ラジオが好きで、笑福亭鶴瓶、つボイノリオの番組などを聴いて、番組に投稿する「ハガキ職人」をやっており、鶴瓶の番組に毎回差し入れして番組に出演し、鶴瓶と対決し勝利した事もある。現在も目標のパーソナリティとして2人の名前を挙げている。
テレビデビューは業界に入ってから約5年後。
1989年開催の世界デザイン博覧会にちなんで結成された期間限定のアイドルグループ「白鳥セブン（しろとりセブン）」のメンバー。デザイン博以降は「セブン」名義で活動しダイヤモンドホールでコンサートもした。
1990年代には『ミックスパイください』で共演していた戸井康成、 宮本忠博、MORI MOMOらとともに「オーバーワーク」というコントグループを結成し、東海地方のライブハウスなどでコントを披露。名前の由来はメンバーみんなが働きすぎてるところから。
CBCでの活躍によって中京圏で人気を獲得するに至ったが、2000年代中期からはCBC以外の局への出演が多くなっている。
10代の頃はいわゆるヤンキー少年で（当時の言葉で言えばツッパリ）、ヘアスタイルもまるでヤンキー漫画の中から飛び出してきた様な強烈なリーゼントだった。このことは『ミックスパイください』放送終了後に撮影された姉妹番組『濃縮版!ミックスパイあげます』で当時の写真数枚を持参した上で公開している。この時一緒に持参してきた別の写真には幼少期の鉄崎が父親とともにいる姿が写っていたが、その当時の父親の顔は成人後以降の鉄崎とそっくりだった。
バイク、バードウォッチング、釣り、スキューバダイビングなどのアウトドア活動全般が趣味で、野鳥や水生生物には非常に詳しい。その知識や経験を活かし、自然観察会でのガイド、自然をテーマにした講演やコンサートでの司会、同じく自然をテーマにした歌の自主制作などアウトドア関連の啓蒙活動も行っている。2005年に愛知県で開催された愛・地球博では映画『愛知の海』を制作・公開。また、同博覧会長久手会場森の自然学校では来訪者たちへのインタープリテーションを担当していた。
中京圏での活動と並行して2007年4月から静岡放送（SBSラジオ）の『GOGOワイド Wテツのらぶらじ』のパーソナリティ（月・火曜日）を担当し静岡県でも活動するようになった。「らぶらじ」終了後、2017年4月からSBSラジオ「鉄崎幹人のWASABI」(月～木)がスタートした。
2013年6月、富士山の世界遺産登録をきっかけに「美しい富士山を地元で守っていかなければならない」とスタートした静岡新聞社・静岡放送の「ふじさん部」の部長となり、公募で集まった県内小学生約190人が部員として活動していた。2016年には「ふじさん部」が文部科学省「青少年の体験活動推進企業表彰」において審査委員会特別賞を受賞した。2018年2月24日 ふじさん部は静岡県静岡市清水区の三保半島にある三保の松原において「同時に落ち葉を拾った最多人数」参加人数753人でギネス世界記録を達成。2019年3月10日に、ふじさん部は解散した。
大槻有沙（SBSアナウンサー2016年4月〜2021年12月）と音楽ユニット「ゴリペン」を組み、イベントなどでライブ活動を行っている。
2018年9月16日、静岡市葵区瀬名「ぼら鳥」にてゴリペンとして初の単独ライブを行った。
2018年11月7日、日本民間放送連盟賞にてテレビ番組部門の最高賞「グランプリ」に静岡放送の「SBSスペシャル　罠師～片桐邦雄・ジビエの極意～(ナレーション鉄崎幹人)」が選ばれた。
自身の姓「鉄崎」の由来は先祖が三重の九鬼水軍であったから。

## 命と自然のトークライブ
自然環境と生命の尊さをテーマに繰り広げられているトークライブ。自身の撮影した写真も交えたスライド上映とギター弾き語り（演奏なしもあり）で構成され、中部圏内始め、全国にも展開している。身近な自然から感動は得られることを切り口に、環境破壊、絶滅危惧種など現代の抱える問題点を訴えている。

## 出演

### テレビ番組

#### 現在
- 静岡発そこ知り（静岡放送 SBSテレビ） - 不定期出演
- みちくさ散歩道（2003年〜 キャッチネットワーク）

#### 過去
- ミックスパイください（1990年3月26日〜1999年3月26日、CBCテレビ）
- 濃縮版!ミックスパイあげます（1994年4月2日〜1995年10月28日 、CBCテレビ）

- アウトドアバラエティ 野遊大全（CBCテレビ）
- 月下暇人（CBCテレビ）
- ぴーかんテレビ 元気がいいね! （東海テレビ）
- るるる 〜吉村・宝満・鉄崎オトナの扉〜（テレビ愛知）
- ぷろじぇくとD （2006年10月5日〜2007年3月29日、テレビ愛知）
- そこが知りたい 特捜!板東リサーチ - 準レギュラー（〜2012年12月17日、CBCテレビ）
- SKE48の火曜アルバイト劇場（〜2014年12月24日、CBCテレビ）
- ORANGE  - 月曜コメンテーター (2019年9月30日〜2021年3月22日、SBSテレビ）
- 鉄ぶら（2003年〜2021年3月31日、スターキャットチャンネル）

### ラジオ番組

#### 現在
- 三河みちくさ散歩道（2003年1月18日〜 Pitch FM）
- 鉄崎幹人のWASABI（2017年4月3日〜 SBSラジオ）

#### 過去
- 小堀勝啓のわ!Wide とにかく今夜がパラダイス（〜1989年9月28日、CBCラジオ）
- CREATIVE COMPANY 冨田和音株式会社 - 火曜パーソナリティ（1989年10月2日〜1994年3月31日、CBCラジオ）[3]
- ナイトスクランブル 〜いそげ!ダイヤル1431〜（1989年10月〜1998年9月・水曜日 → 1998年10月〜1999年9月・月曜日、岐阜放送）
- メディアキング電波ファイター（CBCラジオ）
- 小堀さんのRadio DAYS （CBCラジオ）
- あいち子育てほっと情報局（CBCラジオ）
- 赤門ブルース（名古屋中エフエムラヂオ放送）
- 幸せの選択（SBSラジオ）
- GOGOワイドらぶらじ - 月曜・火曜パーソナリティ（2007年4月2日〜2017年3月30日、SBSラジオ）
- 若狭敬一のスポ音(CBCラジオ　2023.01.07ゲスト)

### インターネット動画
- 第36回全国育樹祭記念番組「木がスキ森がスキ」（ふじのくにネットテレビ）
- オリジナルPV 『名古屋のオカン』

### CM
- 国際オートパーツ株式会社（SBSラジオ、ラジオCM）
- JAあいち経済連 パールライス「あいち米」（中京広域圏ラジオ、テレビCM）
- 愛知トヨタ自動車（中京広域圏ラジオCM）
- ココストア（中京広域圏ラジオCM）
- コロナグループ（中京広域圏ラジオCM）
- トヨタホーム（中京広域圏ラジオCM）

## 研究活動・講師活動
- 名古屋市水辺研究会会員
- 愛・地球博長久手会場森の自然学校インタープリター
- 国土交通省三河湾環境クルーズガイド
- 県民共済自然観察会ガイド
- 教えて!メリ夫くん（テレビ愛知）小学校講師
- エコワークス川の学校講師
- 中日文化センター講師
- NHK文化センター自然教室講師

## ディスコグラフィ
- DA.GA.NE （CHUBU END×SATOMI from NAGOYA、1995年4月21日発売、Epic/Sony Records） - 『ミックスパイください』で共演していた戸井康成、原田さとみらとともに参加。
- PRECIOUS DAYS （1996年4月1日発売、ANCHOVY RECORD） - 自主制作のシングル。
- 源 - 自主制作のCDアルバム。1500枚限定でリリース。
- 鼓動 - (Chika-Tetsu) 近藤ひろしとのユニット。自主制作のCDアルバム。2015年発売。
- 終わらない旅 - (ゴリペン) SBSアナウンサー大槻有沙とのユニット。2019年8月17日「駿府城夏祭り〜水祭」にて限定リリース。
- 港の見える丘 - (テツカナ) SBSアナウンサー山﨑加奈とのユニット。2020年12月1日「SBSラジオパーク2020 ONLINE」特設サイトにて100枚限定リリース。